# Sericochroa ulrica
Sericochroa ulrica är en fjärilsart som beskrevs av William Schaus 1928. Sericochroa ulrica ingår i släktet Sericochroa och familjen tandspinnare. Inga underarter finns listade i Catalogue of Life.